# Georg Gärtner
Georg Gärtner (Schweidnitz, Alsó-Szilézia, Porosz Szabadállam, 1920. december 18. – Loveland, Colorado, 2013. január 30.) a második világháborúban német tisztként amerikai fogságba esett. A háború lezárulta után megszökött a hadifogolytáborból, és Dennis F. Whiles álnéven új életet kezdett az Amerikai Egyesült Államokban. Ott csak mintegy negyven év elmúltával bukott le, és Hitler utolsó amerikai katonájaként szerzett magának hírnevet.

## Élettörténete
Gärtner 1920-ban született Schweidnitzben, Alsó-Sziléziában. 15 évesen építésznek készült, de egy torokgyíkfertőzés olyan izomsorvadást idézett elő nála, ami megakadályozta tervei valóra váltásában. 1940-ben, 19 éves korában lépett be a Wehrmachtba, onnan azonnal az észak-afrikai Rommel-féle Afrikakorpshoz került, és 1943-ban Líbiában esett amerikai fogságba tüzérségi őrmesterként.
Az USA-ban a Deming melletti, új-mexikói hadifogolytáborba került. A háború után a táborból megkezdték a foglyok hazatelepítését, de Gärtner nem akart hazatérni; egyrészt, mert szülővárosa Lengyelországhoz került (Świdnica néven), másrészt tartott az oroszok bosszújától.
A tábor mellett élénk vasúti forgalom zajlott, ő kifigyelte a vonatok közlekedését, és 1945. szeptember 2-án cselekedett: amíg a tábor összes lakója egy westernfilmet nézett a moziban, ő átkúszott a tábor két – nem igazán őrzött – kapuja alatt, és felugrott egy Kaliforniába tartó szerelvényre.

## Dennis F. Whiles
Ott megbízható nyelvtudás híján favágóként, tányérmosóként és alkalmi munkákból tengődött. Eleinte Peter Peteresen néven norvég bevándorlónak adta ki magát, de idővel új identitást is sikerült szereznie; Dennis Whiles néven jutott társadalombiztosítási kártyához.
Életrajzaiban az szerepelt, hogy árvaházban nőtt fel, miután szülei elhunytak egy közlekedési balesetben. Észak-Kaliforniában telepedett le, ahol telenként síoktatóként, nyáron pedig építési vállalkozóként és kereskedőként dolgozott. Egy YMCA-táncesten ismerkedett meg Jean Clarkkal, akit 1964-ben feleségül vett, és az asszony két, korábbi kapcsolatából született gyerekét is magához vette.
A szökését követően az FBI felvette a körözöttlistájára, és 1963-ig ott is tartotta. Habár a képe szerepelt az összes postahivatalban, az utána indított „hajtóvadászat” nem volt igazán intenzív, nem sikerült a szökevény hadifogoly nyomára bukkanniuk, annak ellenére, hogy Gärtner egyszer a Life magazin egyik csoportképén is szerepelt, miután 1952-ben egy, a Sierra Nevada-i hóviharban elakadt vonat utasainak a mentésében is részt vett.
Végül a coloradói Boulderbe költözött, ahol becslőként és építészeti tanácsadóként dolgozott, itt ment nyugdíjba. Feleségét egyre inkább zavarta férje elkendőzött múltja, és 1984-ben, miután válással fenyegette meg, férje kiállt a nyilvánosság elé, és feltárta a múltját.

## Lebukása
Miután 69 évesen a sajtó elé állt a történettel, mely szerint ő Hitler utolsó amerikai katonája, ebből jókora show-műsort kerítettek. Egy Today Show adásban adta át magát német hadifogolyként a törvény képviselőinek.
Arnold Krammer professzor, a kor elismert szakértője 1985-ben könyvet írt a történetről Hitler’s Last Soldier in America címmel. A további sorsáról élénk vita kezdődött, ugyanis illegális bevándorlónak nem lehetett besorolni (és ezáltal simán kitoloncolni), hiszen nem szabad akaratából érkezett az USA-ba. Hadifogolynak sem igazán lehetett tekinteni a háború lezárása után több, mint ötven évvel. Végül a hatóságok állampolgárságot adtak az egykori hadifogolynak, melyről a döntést a bürokratikus késlekedés miatt csak 2009-ben kaphatta kézhez.
Négy évig, 2013-as haláláig élhetett immár amerikai állampolgárként George Gartner néven Hitler utolsó „elkeveredett” katonája.